# Giro del Piemonte 2024
La 108.ª edición de la clásica ciclista Giro del Piemonte fue una carrera en Italia que se celebró el 10 de octubre de 2024 con inicio en la ciudad Valdengo y final en la ciudad de Borgomanero sobre un recorrido de 182 kilómetros.
La carrera formó parte del UCI ProSeries 2024, calendario ciclístico mundial de segunda división, dentro de la categoría UCI 1.Pro, y fue ganada por el estadounidense Neilson Powless del EF Education-EasyPost. Completaron el podio, como segundo y tercer clasificado respectivamente, el neozelandeses Corbin Strong del Israel-Premier Tech y el español Alex Aranburu del Movistar Team.

## Equipos participantes
Tomaron parte en la carrera 23 equipos: 14 de categoría UCI WorldTeam invitados por la organización y 9 de categoría UCI ProTeam. Formaron así un pelotón de 155 ciclistas de los cuales acabaron 121. Los equipos participantes fueron:
| WorldTeams (14)- Lidl-Trek - Alpecin-Deceuninck - Arkéa-B&B Hotels - Astana Qazaqstan Team - Bahrain Victorious - Cofidis - EF Education-EasyPost - Ineos Grenadiers - Intermarché-Wanty - Movistar Team - Red Bull-Bora-Hansgrohe - Team dsm-firmenich PostNL - Team Jayco AlUla - UAE Team Emirates ProTeams (9)- Bingoal WB - Corratec-Vini Fantini - Israel-Premier Tech - Lotto Dstny - Q36.5 Pro Cycling Team - Polti Kometa - Tudor Pro Cycling Team - Uno-X Mobility - VF Group-Bardiani CSF-Faizané |
| |

## Clasificación final
- La clasificación finalizó de la siguiente forma:[3]

| \| Clasificación general \| Clasificación general \| Clasificación general \| Clasificación general \| Clasificación general \| \| Ciclista \| Ciclista \| Equipo \| Tiempo \| \| \| --------------------- \| -------------------------- \| ----------------------------- \| --------------------- \| --------------------- \| \| 1.º \| Neilson Powless \| EF Education-EasyPost \| 3 h 57 min 36 s \| \| \| 2.º \| Corbin Strong \| Israel-Premier Tech \| + 7 s \| \| \| 3.º \| Alex Aranburu \| Movistar Team \| + 7 s \| \| \| 4.º \| Filippo Magli \| VF Group-Bardiani CSF-Faizanè \| + 7 s \| \| \| 5.º \| Xandro Meurisse \| Alpecin-Deceuninck \| + 7 s \| \| \| 6.º \| Tobias Halland Johannessen \| Uno-X Mobility \| + 7 s \| \| \| 7.º \| Natnael Tesfatsion \| Lidl-Trek \| + 7 s \| \| \| 8.º \| Francesco Busatto \| Intermarché-Wanty \| + 7 s \| \| \| 9.º \| Edoardo Zambanini \| Bahrain Victorious \| + 7 s \| \| \| 10.º \| Matej Mohorič \| Bahrain Victorious \| + 7 s \| \| |                            |                               |                 |
| |                            |                               |                 |
| Fuente: ProCyclingStats |                            |                               |                 |
| Clasificación general |                            |                               |                 |
| Ciclista | Ciclista                   | Equipo                        | Tiempo          |
| 1.º | Neilson Powless            | EF Education-EasyPost         | 3 h 57 min 36 s |
| 2.º | Corbin Strong              | Israel-Premier Tech           | + 7 s           |
| 3.º | Alex Aranburu              | Movistar Team                 | + 7 s           |
| 4.º | Filippo Magli              | VF Group-Bardiani CSF-Faizanè | + 7 s           |
| 5.º | Xandro Meurisse            | Alpecin-Deceuninck            | + 7 s           |
| 6.º | Tobias Halland Johannessen | Uno-X Mobility                | + 7 s           |
| 7.º | Natnael Tesfatsion         | Lidl-Trek                     | + 7 s           |
| 8.º | Francesco Busatto          | Intermarché-Wanty             | + 7 s           |
| 9.º | Edoardo Zambanini          | Bahrain Victorious            | + 7 s           |
| 10.º | Matej Mohorič              | Bahrain Victorious            | + 7 s           |

## Ciclistas participantes y posiciones finales
Convenciones:
- AB-N: Abandono en la etapa "N"
- FLT-N: Retiro por llegada fuera del límite de tiempo en la etapa "N"
- NTS-N: No tomó la salida para la etapa "N"
- DES-N: Descalificado o expulsado en la etapa "N"

## UCI World Ranking
El Giro del Piemonte otorgó puntos para el UCI World Ranking para corredores de los equipos en las categorías UCI WorldTeam, UCI ProTeam y Continental. Las siguientes tablas son el baremo de puntuación y los diez corredores que obtuvieron más puntos:
| Posición              | 1.º | 2.º | 3.º | 4.º | 5.º | 6.º | 7.º | 8.º | 9.º | 10.º | 11.º | 12.º | 13.º | 14.º | 15.º | 16.º-30.º | 31.º-40.º |
| Clasificación general | 200 | 150 | 125 | 100 | 85  | 70  | 60  | 50  | 40  | 35   | 30   | 25   | 20   | 15   | 10   | 5         | 3         |

| Clasificación |                            |                               |         |
| Posición      | Ciclista                   | Equipo                        | General |
| ------------- | -------------------------- | ----------------------------- | ------- |
| 1.º           | Neilson Powless            | EF Education-EasyPost         | 200     |
| 2.º           | Corbin Strong              | Israel-Premier Tech           | 150     |
| 3.º           | Alex Aranburu              | Movistar                      | 125     |
| 4.º           | Filippo Magli              | VF Group Bardiani-CSF Faizanè | 100     |
| 5.º           | Xandro Meurisse            | Alpecin-Deceuninck            | 85      |
| 6.º           | Tobias Halland Johannessen | Uno-X Mobility                | 70      |
| 7.º           | Natnael Tesfatsion         | Lidl-Trek                     | 60      |
| 8.º           | Francesco Busatto          | Intermarché-Wanty             | 50      |
| 9.º           | Edoardo Zambanini          | Bahrain Victorious            | 40      |
| 10.º          | Matej Mohorič              | Bahrain Victorious            | 35      |